# Exit Planet Dust
Exit Planet Dust es el álbum debut del dúo británico de música electrónica The Chemical Brothers, publicado en Reino Unido el 26 de junio de 1995 y en Estados Unidos el 15 de agosto de 1995.
En 2004, el álbum fue incluido en el box set edición limitada de Dig Your Own Hole (1997) como parte de la colección "2CD Originals" de EMI.

## Listado de canciones
Todas las canciones escritas por Tom Rowlands y Ed Simons.
1. "Leave Home" – 5:32
2. "In Dust We Trust" – 5:17
3. "Song to the Siren" – 3:16
4. "Three Little Birdies Down Beats" – 5:38
5. "Fuck Up Beats" – 1:25
6. "Chemical Beats" – 4:50
7. "Chico's Groove" – 4:48
8. "One Too Many Mornings" – 4:13
9. "Life Is Sweet" – 6:33
10. "Playground for a Wedgeless Firm" – 2:31
11. "Alive Alone" – 5:16

## Curiosidades
- El principio de "Leave Home" es una secuencia corta del principio de la canción "Ohm Sweet Ohm" del álbum "Radio-Activity" de Kraftwerk.
- La secuencia vocal de "Song to the Siren" es una secuencia invertida de la canción "Song of Sophia" del álbum "The Serpent's Egg" de Dead Can Dance.